# نقض حقوق حوزویان در جمهوری اسلامی ایران
در نظام جمهوری اسلامی ایران حقوق شمار قابل توجهی از حوزویانِ مخالف با حکومت جمهوری اسلامی (اعم از: طلبه، مجتهد و مرجع تقلید و نیز، شیعه و سنی) نقض شده‌است که از سوی رسانه‌های خبری و سازمان‌های پشتیبان حقوق بشر گزارش شده‌اند و در این مقاله بخش‌هایی از آن گزارش‌ها آمده‌است.

## نقض حقوق روحانیان شیعه
«باید در خانه‌اش محبوس باشد تا با مرضش بپوسد و بمیرد.» (گفتهٔ سید روح‌الله خمینی دربارهٔ سید محمدکاظم شریعتمداری)

«کمی قبل از فوت آیت‌الله آذری قمی، من (محمد مؤمن) به دیدار آقا (سید علی خامنه‌ای) رفتم و از ایشان درخواست کردم [که] اگر اجازه بفرمایند، حصر بیت آیت‌الله آذری برداشته شود تا بلکه ایشان بتواند برای درمان بیماری حادّش روانه بیمارستان گردد که در غیر این صورت در مورد ایشان بیم جانی می‌رود. آقا [خامنه‌ای] در پاسخ خواستهٔ من گفتند: به دَرَک!»

### اعدام و ترور

#### مجتهدان (غیر مرجع)
1. سید ابوالفضل برقعی قمی؛ مجتهدی که به دلیل مخالفت با عقاید غلوآمیز شیعه، به گونهٔ ناموفق، ترور شد و بیش از یک سال نیز زندانی بود که چند ماهش را در سلول انفرادی گذراند[۶] (مرجع تقلیدی به نام علی‌اکبر برقعی قمی-که به دلیل ارتباط با توده‌ای‌ها، به پیشنهاد خمینی به یزد تبعید شد[۷]-و نیز یکی از کشتگان جریان قتل‌های زنجیره‌ای ایران به نام فخرالسادات برقعی از خویشاوندان وی هستند).
2. سید محمدرضا حسینی شیرازی؛ مجتهد و فرزند سید محمد حسینی شیرازی، برادر سید مرتضی حسینی شیرازی و نیز برادرزادهٔ سید صادق حسینی شیرازی. از دیدگاه برخی، وی توسط حکومت جمهوری اسلامی ترور و کشته شد.[۸][۹][۱۰]
3. فتح‌الله امید نجف‌آبادی؛ وی مانند مهدی هاشمی (حوزوی و برادر داماد حسینعلی منتظری[۱۱] و نیز همانند حوزوی دیگر، میر علی‌نقی سید خاوری لنگرودی) به دلیل افشای ماجرای پنهانی مک فارلین[۱۲] (ایران-کنترا؛ خرید سلاح از آمریکا و اسرائیل برای حکومت جمهوری اسلامی ایران) اعدام شد؛ هر چند وی (مانند سید خاوری لنگرودی) در دادگاه ویژه روحانیت[۳] به لواط متهم شد.[۱۳]

#### حوزویان دیگر
1. فرهاد مشکور (محمدحسن شریف‌الدین؛ فرزند محمدجواد مشکور و از خویشاوندان محمدحسن شریعت سنگلجی)؛ یکی از اقطاب سلسلهٔ کمیلیه کبرویه[۱۴] بود که پس از انقلاب ۱۳۵۷ و به حکم دادگاه ویژه روحانیت اعدام شد و خانقاهش نیز توسط سپاه پاسداران انقلاب اسلامی مصادره شد.[۱۵]
2. غلام‌رضا دانشی؛ وی نیز پس از انقلاب ۱۳۵۷ اعدام شد.[۳]
3. عبدالرضا حجازی؛ پس از انقلاب ۱۳۵۷ خلع لباس شده و اعدام شد.[۳][۲]
4. میر علی‌نقی سید خاوری لنگرودی؛ توسط حکومت جمهوری اسلامی، اعدام شد.[۳]

### احضار، بازداشت، آزار، زندان یا حصر

#### مراجع تقلید
1. حسینعلی منتظری نجف‌آبادی؛ مرجع تقلیدی که به دلیل اعتراض به حکم سید روح‌الله خمینی دربارهٔ اعدام دسته‌جمعی زندانیان عقیدتی-سیاسی ایران در تابستان ۱۳۶۷،[۱۶] از سمَت قائم مقامی برای رهبری، برکنار شد؛ همان گونه که به دلیل اعتراض به ادعای مرجعیت سید علی خامنه‌ای[۱۷] به خانه و حسینیه‌اش حمله شد[۱۸] و سپس چند سال در خانه‌اش حصر شد.[۱۹][۲۰][۱][۳]
2. محمد صادقی تهرانی؛ مرجع تقلید و مفسر قرآن که به دلیل تفاوت دیدگاه‌های دینی‌اش با فقیهان غیر قرآن‌گرا دو بار به جلسه درسش در مسجد، حمله کردند[۲۱] و خانه‌اش را نیز سنگ‌باران کردند.[۲۲]
3. محمدجواد غروی (موسوی غروی)؛ فقیهی که به دلیل انتقادش به عقاید نادرست شیعی، آزارها دیده و طرد شد.[۲۳] فرزندش سید علی‌اصغر غروی نیز به دلیل انتشار برخی از دیدگاه‌های متفاوت دینی‌اش به شش ماه حبس محکوم شد.[۲۴]
4. سید محمد حسینی شیرازی؛ نویسندهٔ بیش از هزار کتاب و مقاله است. وی مانند پدربزرگش (سید محمدحسن شیرازی، میرزا بزرگ شیرازی) و پدرش (سید مهدی حسینی شیرازی) و برادرش سید صادق حسینی شیرازی و خواهرزاده‌اش (محمدتقی مدرسی) مرجع تقلید بود. وی به دلیل مخالفت با ادامهٔ جنگ ایران با عراق، بیش از ۲۰ سال، در حصر خانگی، قرار گرفت.[۲۵][۱][۲۶][۳]
5. سید صادق حسینی شیرازی؛ مرجع تقلید (و برادر سید محمد حسینی شیرازی) که از سوی حکومت جمهوری اسلامی به مرکز نشر آثارش حمله شد و کتاب‌هایش جمع‌آوری شد.[۵] وی نیز چند سال به همراه فرزندش (حسین) و دو برادرزاده‌اش (محمدرضا و مرتضی؛ فرزندان سید محمد حسینی شیرازی) در حصر خانگی بود.[۲۷]
6. سید محمد روحانی قمی؛ مرجع تقلید (و نوهٔ مرجع تقلید، سید صادق روحانی قمی و برادر مرجع تقلید، سید محمدصادق روحانی) که مانند برادرش سال‌ها در حصر خانگی بود و به دلیل مخالفت حکومت جمهوری اسلامی با جای دفن وی، سرانجام، در خانه‌اش خاک‌سپاری شد.[۲۸]
7. سید محمدصادق روحانی قمی؛ مرجع تقلیدی که سال‌ها در حصر خانگی قرار داشت.[۳][۵][۱][۲۷]
8. سید حسن طباطبایی قمی؛ مرجع تقلید (و فرزند سید حسین طباطبایی قمی، یکی دیگر از مراجع تقلید) که به دلیل مخالفت با ادامهٔ جنگ ایران با عراق،[۱] مانند برخی از فقیهان دیگر، توسط حکومت جمهوری اسلامی تبعید شده[۵] و سال‌ها در حبس خانگی قرار گرفت.[۲۹][۱][۲۷][۴]
9. محمد طاهر شبیری خاقانی؛ مرجع تقلید (و فرزند عیسی آل شبیر خاقانی، یکی دیگر از مراجع تقلید) که پس از حمله نیروهای سپاه پاسداران انقلاب اسلامی به خانه‌اش، مدرسه علمیه و کتابخانه‌اش مصادره شده[۳۰] و در قم، حصر می‌شود.[۱][۳۱][۲۷]
10. سید احمد خوانساری؛ مرجع تقلیدی که در مسیر مسجد و منزل، بارها مورد بی‌حرمتی افراد لباس شخصی قرار گرفت.[۳۲]
11. سید محمدکاظم شریعتمداری؛ مرجع تقلیدی که سال‌ها در حصر خانگی بود.[۵][۱][۳۳][۳۴][۲۷][۴]
12. یوسف صانعی؛ مرجع تقلیدی که به دلیل برخی از اعتراض‌ها، به خانه و دفترش حمله می‌شود[۳۵] و مانند شریعتمداری، از سوی جامعه مدرسین حوزه علمیه قم از مرجعیت، خلع شد.[۲۷]
13. محمدرضا نکونام؛[۳] نویسنده و مرجع تقلیدی که بارها زندانی شده و به خلع از لباس روحانیت و شلاق نیز محکوم شد.[۲]
14. اسدالله بیات زنجانی؛ مرجع تقلیدی که کارش به دادگاه ویژه روحانیت کشید.[۳]
15. سید علی‌محمد دستغیب (شیرازی)؛ مرجع تقلیدی که به دلیل انتقادهای سیاسی‌اش برخی از هواداران حکومت جمهوری اسلامی با آتش به مسجد وی حمله کردند.[۳۶][۳۷][۳۸]
16. یعسوب‌الدین رستگار جویباری؛ مرجع تقلید و مفسر قرآن که به دلیل انتقاد به ولایت فقیه و نیز خلفای اهل سنت، ماه‌ها در سلول انفرادی و سال‌ها در زندان[۱] بود.[۳۹]
17. کمال حیدری؛ مرجع تقلیدی که به دلیل بیان برخی از دیدگاه‌های متفاوت دینی، جامعه مدرسین حوزه علمیه قم بیانیه‌ای بر ضد وی منتشر کرد و مخالفت مراجع تقلید دیگری همچون: لطف‌الله صافی گلپایگانی، حسین وحید خراسانی و سید محمود هاشمی شاهرودی... را برانگیخت.[۴۰]

#### مجتهدان (غیر مرجع)
1. محمود علایی طالقانی؛ مجتهدی که پس از اعتراض‌های سیاسی‌اش و در حالی که آب و تلفن منزلش قطع می‌شود به گونهٔ مشکوک[۲۷] می‌میرد.[۴۱]
2. احمد منتظری (پسر حسین‌علی منتظری)؛[۳] مجتهدی که به دلیل انتشار فایل صوتی دربارهٔ قتل‌عام زندانیان تابستان ۱۳۶۷ بازداشت شد و به چند سال زندان تعلیقی محکوم شد.
3. عبدالحمید معصومی تهرانی؛ مجتهدی که به دلیل انتقادهایش توسط دادگاه ویژه روحانیت، محاکمه شده و سال‌ها در زندان، حبس بود.[۳]
4. سید ابوالفضل زنجانی (برادر رضا موسوی زنجانی)؛ فقیهی که در دورهٔ جمهوری اسلامی محدودیت‌هایی داشت.[۴]
5. سید رضا زنجانی (برادر ابوالفضل موسوی زنجانی)؛ مجتهد منتقد.[۴]
6. احمد قابل (برادر هادی قابل)؛ به دلیل انتقادهایش مدتی زندانی بود.[۳]
7. هادی قابل (برادر احمد قابل)؛ در سال ۱۳۸۶ به دلیل انتقادهایش به حکومت جمهوری اسلامی، توسط حکم دادگاه ویژه روحانیت به ۲۲ ماه حبس و خلع لباس[۲] محکوم شد.[۳]
8. مهدی حائری یزدی (فرزند عبدالکریم حائری یزدی و برادر مرتضی حائری یزدی)؛ مجتهد و فیلسوفی که دو سال در دورهٔ جمهوری اسلامی، در حصر و محدودیت بود.[۳][۴۲][۴]
9. محمد مجتهد شبستری؛ نویسنده و کلام‌شناس متهم به کفرگویی[۴۳] که بعدها لباس حوزوی را کنار گذاشت.[۴۴]
10. مهدی انصاری سمنانی (مهرداد «شیدای سمنانی»)؛ نویسنده (صدها کتاب[۴۵][۴۶] و هزاران مقاله[۴۷])،[۴۸][۴۹][۵۰] روشن‌فکر، آزادیخواه، مدافع حقوق بشر، هنرمند، مبلغ پیشین دین (مجتهد[۵۱]) واژه‌ساز و شاعری[۵۲] که بارها احضار شده و با ممنوعیت‌های گوناگونی مواجه شده‌است. همچنین در حمله مأموران امنیتی دادگاه ویژه روحانیت به خانه‌اش او و فرزند کوچکش آسیب دیدند. وی بعدها به دلیل روی‌گردانی از خرافات و به نشانه اعتراض به استبداد، لباس صنفی حوزوی را کنار نهاد؛ همان گونه که پس از دگرگونی اعتقادی، مکتب فقهی و قرآنی استادش محمد صادقی تهرانی را کنار گذاشت.
11. سید رضا صدر (فرزند مرجع تقلید، سید صدرالدین صدر و نیز برادر سید موسی صدر)؛ مجتهدی که مدتی کمی در جمهوری اسلامی، زندانی بود.[۴][۲۷]
12. سید حسین حسینی شیرازی؛ مجتهد و فرزند سید صادق حسینی شیرازی است که توسط حکومت جمهوری اسلامی بازداشت شد.[۵]
13. سید مرتضی حسینی شیرازی؛ مجتهد و یکی دیگر از فرزندان سید محمد حسینی شیرازی است که مدتی زندان بود.[۵]
14. احمد آذری قمی؛ مجتهدی که به دلیل انتقاد از ولی فقیه، به جلسهٔ درس وی حمله شد[۵] و سال‌ها در حصر خانگی قرار گرفت.[۵۳][۳]
15. محسن کدیور؛ مجتهد و نیز دارای گواهی‌نامه دکتری فلسفه که به دلیل انتقاد به حکومت جمهوری اسلامی و ولایت فقیه، توسط دادگاه ویژه روحانیت،[۳] به چند سال حبس،[۱۶] محکوم شد.[۲۷]
16. علی تهرانی (شوهر خواهر سید علی خامنه‌ای)؛ به حکم دادگاه ویژه روحانیت، سال‌ها در زندان بود.[۳]
17. مصطفی حسینی طباطبایی؛ مجتهد و نویسنده‌ای که در فروردین ۱۴۰۰، در ۸۶ سالگی و به همراه ده‌ها تن از شاگردان و هم‌اندیشانش بازداشت شده و به مکان نامعلومی منتقل گردید.[۵۴]
18. سید روح‌الله صدرالساداتی؛ برادر مهدی صدر الساداتی و نیز مجتهدی که مسئله ربوده شدن خودش و دو برادر و برخی از همراهانش توسط نیروهای امنیتی جمهوری اسلامی در ابهام است؛[۵۵] با این حال، وی گفته که سازمان اطلاعات سپاه پاسداران انقلاب اسلامی بارها به مرگ، تهدیدم کرده‌است.[۵۶]

#### حوزویان دیگر
1. علی دشتی توسط حکومت جمهوری اسلامی به دلیل نوشتن کتاب ۲۳ سال شکنجه شده و به اعدام، محکوم شد؛[۵۷] ولی در بیمارستان درگذشت.
2. علی‌اکبر حکمی‌زاده قمی؛ نویسندهٔ کتاب «اسرار هزار ساله» که پس از انقلاب، خلع لباس شد.[۲]
3. مهدی کروبی؛ دانش‌آموخته حوزوی و یکی از سران جنبش سبز ایران که مانند میر حسین موسوی و زهرا رهنورد در حصر خانگی است.[۵۸]
4. سید محمدحسین کاظمینی بروجردی؛ دانش‌آموخته حوزوی‌ای که پدرش، سید محمد علی، یکی از مجتهدان بود. وی به اتهام محاربه و تبلیغ علیه نظام جمهوری اسلامی، به خلع از لباس روحانیت و نیز ۱۰ سال حبس و تبعید[۲][۱۶] محکوم شد.[۵۹]
5. حسن یوسفی اشکوری؛ که به حکم دادگاه ویژه روحانیت[۳] و به دلیل برداشت متفاوت از قرآن، به اعدام، محکوم شد؛ ولی بعدها به خلع لباس روحانیت و چند سال زندان[۱۶] محکوم شد.[۲]
6. علی افصحی؛ سردبیر هفته‌نامهٔ «سینما ورزش» که توسط دادگاه ویژه روحانیت، به اتهام توهین به مقدسات، به چهار ماه زندان و خلع لباس، محکوم شد.[۲]
7. مجید جعفری‌تبار (از خویشاوندان محمد صدوقی)؛ در سال ۱۳۹۳ به اعدام، محکوم شد؛ ولی این حکم، بعدها به حبس، کاهش یافت.[۳]
8. سید مهدی هاشمی (پاسدار)؛ یکی از روحانیان بلندپایه سپاه پاسداران انقلاب اسلامی که به حکم دادگاه ویژه روحانیت[۱۶] اعدام شد.[۳]
9. محمد هدایتی؛ حوزوی‌ای که همسر و دو فرزند خردسالش توسط دادگاه ویژه روحانیت، بازداشت شدند. یکی از فرزندان وی در هنگام بازداشت، بیمار بود.[۶۰]
10. سید محمد موسوی خوئینی‌ها؛ مدتی زندانی شد.[۳]
11. عبدالله نوری؛[۳] به دلیل تفاوت دیدگاه‌های اعتقادی و سیاسی، به چند سال حبس محکوم شد.
12. سید حسن آقامیری؛ به دلیل انتقادهایش و نیز به اتهام توهین به مقدسات، به خلع از لباس روحانیت و نیز چند سال حبس تعلیقی، محکوم شد.[۲]
13. محمد موسی میر شاه ولد؛ به اتهام تبلیغ علیه نظام و توهین به مسئولان نظام، به ۲۰ ماه زندان، ۲۰ ضربه شلاق و دو سال، خلع از لباس روحانیت، محکوم شد.[۲]
14. سید مهدی صدر الساداتی؛ به حکم دادگاه ویژه روحانیت از لباس روحانیت، خلع شد.[۶۱]
15. سید حسین موسوی اهوازی؛ به حکم دادگاه ویژه روحانیت به دوسال زندان و سپس چند ماه زندان و ممنوعیت از فعالیت دینی محکوم شد.[۶۲]

### طرد یا ممنوعیت فرهنگی، سیاسی، اجتماعی و اقتصادی

#### مراجع تقلید
1. بهاءالدین محلاتی؛ مرجع تقلیدی که به دلیل اعتراض‌هایش به شکنجه‌ها و کشتارهای اول انقلاب و نیز انقلاب فرهنگی،[۶۳] از برگزاری مراسم درگذشتش در مسجد ارگ تهران جلوگیری شد.[۴]
2. سید محمدعلی موحد ابطحی؛ مرجع تقلیدی که به دلیل انتقادهایش شبانه دفن شد.[۲۷]

#### مجتهدان (غیر مرجع)
1. علی گلزاده غفوری؛ حقوقدان، مجتهد، نویسنده، استاد دانشگاه و از مخالفان اصل ولایت فقیه که سه فرزند به نام‌های مریم، محمدکاظم، محمدصادق و دامادش علی‌رضا حاج صمدی توسط حکومت جمهوری اسلامی اعدام شدند. دختر و دامادش در جریان قتل‌عام زندانیان عقیدتی و سیاسی سال ۱۳۶۷ اعدام شدند.[۶۴]
2. محمود امجد؛ مجتهد و استاد اخلاق؛ وی ضمن انتقاد از سکوت سید علی سیستانی در برابر اعدام روح‌الله زم، به سید علی خامنه‌ای توصیه کرد که استبداد رأیش را کنار بگذارد، توبه کند و اجازه دهد با اصلاح قانون اساسی مردم به آزادی و رفاه برسند و گر نه، ادامه این راه، هلاکت خواهد بود.[۶۵]

## نقض حقوق روحانیان سنی

### اعدام و ترور
1. محمد ابراهیم صفی‌زاده؛ نویسنده، فعال مدنی و دبیرکل جبهه اهل سنت ایران، در ۲۷ اردیبهشت ۱۳۹۸ و در هرات افغانستان، به دست افراد وابسته به سازمان اطلاعات سپاه[۶۶] حکومت جمهوری اسلامی ایران ترور و کشته شد. پیش از وی فقه‌آموختگانی همچون: مفتی‌زاده، عبدالملک ملاّزاده، احمد صیاد و محمد صالح ضیایی… کشته شده بودند.[۶۷]
2. محمد عثمان امینی؛ پناهنده کُرد در دانمارک که در کپنهاک ترور و کشته شد.[۶۸]
3. عبدالغنی شاهو زهی؛ توسط سپاه قدس در پاکستان ترور و کشته شد.[۶۹]
4. ناصر سبحانی؛ مدیر یکی از مدارس علوم دینی که در اسفند ۱۳۶۸ اعدام شد.[۷۰][۷۱]
5. عبدالحق جعفری؛ در اسفند ۱۳۶۸ اعدام شد.[۷۱]
6. عبدالوهاب صدیقی خوافی؛ در فروردین ۱۳۷۰ اعدام شد.[۷۱]
7. علی مظفریان؛ پزشک و امام جمعه اهل سنت شیراز که در آبان ۱۳۷۰ اعدام گردید.[۷۱]
8. شمس‌الدین کیانی؛ طلبه‌ای که در اسفند ۱۳۷۲ ترور شده و پیکرش نیز سوزانده شد.[۷۱]
9. حبیب‌الله حسین‌بر؛ پس از بازداشت شدن در سال ۱۳۷۳، برای همیشه، ناپدید شد.[۷۱][۷۰]
10. محمد صالح ضیایی؛ امام جمعه بندر عباس که در تیر ۱۳۷۳ و زیر بازجویی در وزارت اطلاعات، کشته شد.[۷۱][۷۰]
11. عبدالعزیز الله‌یاری؛ امام جمعه اهل سنت بیرجند که در مهر ۱۳۷۳ ترور و کشته شد.[۷۱]
12. محمد ربیعی؛ امام جمعه پیشین مسجد شافعی کرمانشاه که در آذر ۱۳۷۵، توسط وزارت اطلاعات، ترور و کشته شد.[۶۹][۷۱][۷۰]
13. عبدالعزیز کاظمی؛ در سال ۱۳۷۴ و در شهر زاهدان، ترور و کشته شد.[۷۱]
14. احمد صیاد؛ پایه‌گذار مدرسهٔ دینی «دارالسّنه» زرآباد، در بهمن ۱۳۷۴ ترور و کشته شد.[۶۹][۷۱][۷۲]
15. فاروق فرساد؛ عضو شورای افتا و قضاوت مکتب قرآن که در بهمن ۱۳۷۴ و در دورهٔ تبعید در اردبیل و در پی جریان قتل‌های زنجیره‌ای ایران،[۶۹][۷۰] ترور و کشته شد.[۷۱]
16. عبدالملک ملاّزاده (فرزند عبدالعزیز ملاّزاده)؛ از پایه‌گذاران شورای شمس و از زندانیان عقیدتی-سیاسی که در اسفند ۱۳۷۴، به دست عوامل حکومت جمهوری اسلامی، در شهر کراچی گلوله‌باران شد.[۶۹][۷۱][۷۰][۷۲]
17. عبدالناصر جمشیدزهی؛ وی نیز به همراه عبدالملک ملاّزاده در اسفند ۱۳۷۴ به دست برخی عوامل حکومت جمهوری اسلامی، در شهر کراچی گلوله‌باران شد.[۶۹][۶۹][۷۱][۷۰]
18. نورالدین غریبی؛ از فقه‌آموختگان خراسان که در سال ۱۳۷۶ و در تاجیکستان به دست بعضی از عوامل حکومت جمهوری اسلامی ترور و کشته شد.[۷۳][۷۱]
19. موسی کرم‌پور؛ امام جمعه مسجد شیخ فیض مشهد که در اردیبهشت ۱۳۸۰ و در بمب‌گذاری در افغانستان، ترور شد.[۷۱]
20. ابراهیم دامنی؛ در تیر ۱۳۸۰، پس از آزادی از زندان، ترور و کشته شد.[۷۱][۷۲]
21. مرتضی رادمهر؛ یکی از دانش‌آموختگان شیعی که پس از گرایش به اهل سنت، در سال ۱۳۸۴ بازداشت شد؛ ولی پس از فرار به پاکستان، در آنجا ترور و کشته شد.[۷۱]
22. نعمت‌الله توحیدی؛ یکی از استادان دارالعلوم زاهدان که در فروردین ۱۳۸۵ و در یک تصادف ساختگی، کشته شد.[۷۱]
23. محمد عمر سربازی؛ در اسفند ۱۳۸۵ به دست دو تن از عوامل امنیتی، مسموم و کشته شد.[۷۱][۷۲]
24. عبدالقدوس ملاّزهی؛ امام جمعه و مدیر مدرسهٔ دینی چاه‌جمال ایرانشهر (سیستان و بلوچستان) که در فروردین ۱۳۸۷ در زندان مرکزی زاهدان، توسط حکومت جمهوری اسلامی اعدام شد.[۷۱][۷۴][۷۲]
25. محمد یوسف سهرابی؛ یکی از استادان حوزه علمیه که در ۲۱ فروردین ۱۳۸۷ و در زندان مرکزی زاهدان اعدام شد.[۷۱][۷۴][۷۲]
26. علی دهواری؛ مدیر پیشین مدرسهٔ دینی دارالسّنه که در آبان ۱۳۸۷ در سراوان، ترور و کشته شد.[۷۵][۷۱]
27. امیر حیاوی؛ شیعه‌ای که به دلیل سنّی شدن، در سال ۱۳۸۷ و در بیمارستان، با تزریق آمپول، ترور و کشته شد.[۷۱]
28. صلاح الدین سیدی؛ امام جماعت نصیرآباد سرباز که در اسفند ۱۳۸۷ و در زندان زاهدان اعدام شد.[۷۱][۷۴]
29. خلیل‌الله زارعی؛ مدیر پیشین مکتب قرآن نصیرآباد که در اسفند ۱۳۸۷ و در زندان زاهدان اعدام گردید.[۷۱][۷۴]
30. عبدالله براهوی؛ در بهمن ۱۳۹۱ و پس از چند بار تهدید امنیتی، ترور و کشته شد.[۷۱]
31. سلمان میایی؛ که در آبان ۱۳۹۲، برای تلافی حملهٔ یک گروه مسلح سنی به مرز سراوان، وی را-که در زندان خرم‌آباد بود-اعدام کردند.[۷۱]
32. ظاهر خمر؛ در بهمن ۱۳۹۳، ترور و کشته شد.[۷۱]
33. احمد نارویی؛ در اسفند ۱۳۹۲ و در یک تصادف ساختگی، ترور و کشته شد.[۷۱]
34. حامد ریگی؛ طلبه‌ای که در اسفند ۱۳۹۲، ترور شده و پیکرش در بیابان، رها شد.[۷۱]
35. محمد صالح علی‌مرادی؛ در ۹ اسفند ۱۳۹۳، در ثلاث باباجانی کرمانشاه و در جلو خانهٔ خود، ترور و کشته شد.[۷۶][۷۱]
36. عبدالرّب جهان‌دیده؛ امام جمعه سوران که در ۱۷ مرداد ۱۳۹۷ به گونهٔ ناموفق، ترور شد.[۷۷]

### احضار، بازداشت، آزار، زندان یا حصر
1. احمد مفتی‌زاده؛ توسط حکومت جمهوری اسلامی، مدتی زندانی شد.[۶۹]
2. فضل الرحمان کوهی؛ امام جمعه پشامگ سیستان و بلوچستان که به شش سال و چهار ماه زندان، محکوم شد.[۷۰]
3. یوسف اسماعیل زهی و عبدالحکیم عثمانی؛ توسط نیروهای امنیتی جمهوری اسلامی، بازداشت شدند.[۷۴]
4. فؤاد مردوخ روحانی؛ افزودن بر بازجویی، کلاس درس وی نیز تعطیل شد.[۷۸]
5. عبدالسلام گل‌نواز؛ به وزارت اطلاعات و دادگاه ویژه روحانیت ارومیه، احضار شد.[۷۸]
6. محمد برایی؛ به اتهام نوعی تبلیغ، زندانی شد.[۷۰]
7. محمد قلندر زهی نیز همچون: عبدالرشید ریگی، حبیب‌الله جمشیدی، عبدالغفار دهانی و محمد دهواری، جزو بازداشت شدگان است.[۷۰]
8. سعید آرامش نیز همچون: عبدالحی آرامش، امین مبارکی، عیسی آذری و علی صفر زهی، جزو کسانی هستند که توسط حکومت جمهوری اسلامی، بازداشت شدند.[۷۰]
9. عبدالغنی بدری؛ به دادگاه ویژه روحانیت، احضار شد.[۷۹]

### طرد یا ممنوعیت فرهنگی، سیاسی، اجتماعی و اقتصادی
1. عبدالحمید اسماعیل‌زهی که مانند حسن امینی (مدیر مدرسه علوم دینی امام بخاری در سنندج) و محمد حسین گرگیج (امام جمعه اهل سنت آزادشهر استان گلستان) در مناطق سنی‌نشین، ممنوعِ سفر است.[۷۰][۷۹]

## اماکن ویران شده
1. شبانه، ویران کردن مدرسهٔ مذهبی ابوحنیفه در زابل.[۷۴]
2. ویران نمودن مسجد شیخ فیض اهل سنت مشهد؛[۸۰]
3. ویران کردن زیربنای عیدگاه مسجد جامع اهل سنت ایرانشهر (سیستان و بلوچستان) از سوی شورای تأمین، فرمانداری و شهرداری[۸۱] و با فشار نماینده خامنه‌ای و وزارت اطلاعات.[۸۲]
4. ویران کردن نمازخانه اهل سنت تهران.[۸۳]

## نهادهای سرکوبگر
«برای [حکومت] کشوری که شعار وحدت اسلامی را در جهان سر می‌دهد، مناسب است که ابتدا عملاً این شعار را در کشور خود، پیاده کند تا دیگر کشورها نیز از آن الگو بگیرند؛ اما متأسفانه این‌چنین نشده‌است». (بخشی از نامه سرگشادهٔ استادان یکی از حوزه‌های علمیه اهل سنّت ایران به معاون رئیس‌جمهور حکومت جمهوری اسلامی ایران)

1. دادگاه ویژه روحانیت (زیر نظر ولی فقیه)؛[۳][۷۹][۸۴][۸۵]
2. جامعه مدرسین حوزه علمیه قم؛[۸۴]
3. تیپ ۸۳ امام صادق قم-که بیشتر نیروهایش از حوزویان هستند-همانند دادگاه ویژه روحانیت و جامعه مدرسین حوزه علمیه قم… یکی از مراکز کنترل و سرکوب روحانیان منتقد است.[۸۴]

## افرادی که به عنوان اعتراض، لباس روحانیت را کنار گذاشتند
فهرست نام‌های برخی از حوزویانی که به نشانه اعتراض، لباس روحانیت را کنار گذاشتند:
1. علی گلزاده غفوری (مجتهد)؛
2. محمدعلی زم (پدر روح‌الله زم؛ روزنامه‌گاری که توسط جمهوری‌اسلامی اعدام شد)؛
3. امیر مجد؛
4. اسحاق تقویان اشکوری؛
5. محمد مجتهد شبستری (مجتهد)؛
6. مهدی انصاری سمنانی (مهرداد «شیدای سمنانی»، مجتهد)؛
7. محسن کدیور (مجتهد)؛
8. محمدجواد اکبرین؛
9. مهدی خلجی.

## رشد خداناباوری و دین‌ناباوری در میان حوزویان
با اینکه شماری از سران حکومت جمهوری اسلامی، حوزوی هستند؛ پدیدهٔ خداناباوری و ندانم‌گرایی، مانند گرایش به موسیقی و همانندهای آن، در میان حوزویانِ به ویژه جوان، هر چند به گونهٔ پنهانی، در حال گسترش است.
به گفته یکی از جامعه‌شناسان حکومتی، ارتداد از اسلام در میان طلبه‌ها فراوان شده‌است.

## رنسانس از قم و از میان طلبه‌های مرتد
بر پایه گفته یکی از جامعه‌شناسان اصولگرا، رنسانس ایران از قم و از میان طلبه‌های مرتد آغاز خواهد شد؛ مانند همان رخدادی که در غرب برای کشیشان روی داد و منجر به رنسانس شد.